# ناحیه برمن، شهرستان کوک، ایلینوی
ناحیه برمن (به انگلیسی: Bremen Township) یک منطقهٔ مسکونی در ایالات متحده آمریکا است که در شهرستان کوک (ایلینوی) واقع شده‌است. ناحیه برمن ۹۸٫۰ کیلومتر مربع مساحت دارد ۱۹۵ متر بالاتر از سطح دریا واقع شده‌است.